# Ludwig Schuberth
Ludwig Schuberth (Vienna, 24 luglio 1911 – 30 settembre 1989) è stato un pallamanista austriaco.

## Palmarès

### Olimpiadi
- Argento a Berlino 1936 nella pallamano.